# ESPRESSO
ESPRESSO (Echelle SPectrograph for Rocky Exoplanet- and Stable Spectroscopic Observations) é um espectrógrafo échelle de terceira geração para o Very Large Telescope (VLT) do Observatório Europeu do Sul (ESO). Ele mede as mudanças no espectro de luz com grande sensibilidade, e será usado para procurar planetas semelhantes à Terra por meio do método da velocidade radial. Por exemplo, a nossa Terra induz uma variação das velocidades radiais de 9 cm/s sobre o nosso Sol; esta "oscilação" gravitacional faz com que pequenas variações na cor da luz solar, invisível ao olho humano, mas detectável pelo instrumento.
ESPRESSO está programado para iniciar suas operações científicas em 2017.